# Rafael de Sobremonte
Rafael de Sobremonte y Núñez (Sevilla, 27 de noviembre de 1745-Cádiz, 14 de enero de 1827) fue un noble español que ostentó el título de III marqués de Sobremonte, además de ser un militar, caballero de la Orden de San Hermenegildo y un administrador colonial. Fue asignado en el cargo de primer gobernador intendente de Córdoba del Tucumán entre los años 1783 y 1797 y luego como noveno virrey del Río de la Plata desde 1804 hasta 1807.
En 1806, durante la primera de las Invasiones Inglesas y debido al ataque que la capital sufrió por los británicos, abandonó la ciudad de Buenos Aires con rumbo a Córdoba, en un intento de poner a salvo el tesoro del virreinato. Durante la ocupación de Buenos Aires ejerció el cargo desde Córdoba, que pasó a ser provisionalmente la capital virreinal. El descontento popular en Buenos Aires con su accionar, visto como un acto de cobardía, motivó que tuviera que delegar el comando de las fuerzas de la capital en Santiago de Liniers, héroe de la reconquista, quien luego lo reemplazó como virrey.

## Orígenes familiares
En el siglo XVII los Sobremonte (originalmente Bravo de Sobremonte) eran una familia hidalga de Aguilar de Campoo, aunque sus raíces estaban en la localidad Vallerredible. Adquieren cierta relevancia en la corte a raíz de que un miembro del linaje, Gaspar Bravo de Sobremonte (1610-1683), se convirtiera en uno de los médicos más famosos de su tiempo, médico de cámara de los reyes Felipe IV y Carlos II. De un hermano del doctor Bravo de Sobremonte parte la rama familiar donde fue concedido en 1761 el marquesado de Sobremonte, cuyo tercer titular fue el virrey Sobremonte.
Rafael de Sobremonte nació el 27 de noviembre de 1745 en Sevilla, fruto del matrimonio de Raimundo de Sobremonte y Castillo (1704-1770), II marqués de Sobremonte, teniente de asistente de la ciudad, con su esposa María de los Ángeles Núñez de Angulo y Ramírez de Arellano. Su padre y su tío paterno, José Antonio Bravo de Sobremonte y Castillo, I marqués de Sobremonte y gobernador de Cartagena de Indias, eran magistrados oidores de la Real Audiencia. Además, Raimundo ocupó también el cargo de teniente de Asistente de la ciudad de Sevilla.

## Trayectoria militar
A diferencia de su padre y su tío, el joven Rafael no emprendió la carrera de leyes sino que se decantó por la milicia. El 1 de septiembre de 1759, con trece años, ingresa como cadete en las Reales Guardias Españolas. En 1761 pasa a América acompañando a su tío José, primer marqués de Sobremonte, que había sido nombrado gobernador de Cartagena de Indias.  Allí se gradúa como teniente del batallón de infantería fijo de la ciudad.
Tres años después, Rafael de Sobremonte regresó a España y, al poco tiempo, fue trasladado a Ceuta agregado al regimiento de infantería de la Victoria. Allí ascendió a capitán el 4 de abril de 1769. Pasó con ese regimiento a la guarnición de Puerto Rico, donde estuvo los cinco años siguientes. En puerto Rico se graduó de teniente coronel el 23 de junio de 1770, alcanzando el grado de coronel el 11 de noviembre de 1773, y posteriormente el de brigadier el 12 de abril de 1774.
Volvió a la península ocupando el cargo de inspector general de infantería, pero regresó a América al ser designado secretario del virreinato del Río de la Plata, cargo que ocupó el 1 de enero de 1780.

## Vida familiar

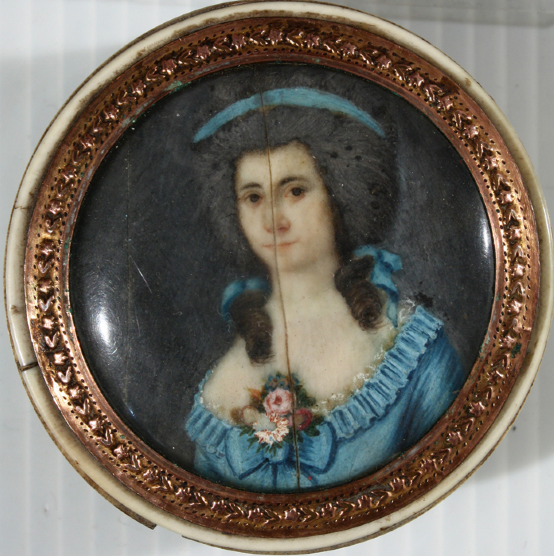
Miniatura de Juana de Larrazabal, marquesa consorte de Sobremonte

Rafael de Sobremonte estuvo casado en primeras nupcias en Buenos Aires, el 25 de abril de 1782, con una dama rioplatense, Juana María de Larrazábal y la Quintana, nacida en Buenos Aires el 15 de julio de 1763 y fallecida en Río de Janeiro el 21 de mayo de 1817, hija de Marcos José de Larrazábal y Avellaneda y de su esposa Josefa Leocadia de la Quintana y Riglos, con quien tuvo doce hijos:
- Rafael de Sobremonte y Larrazábal, bautizado en Buenos Aires el 22 de octubre de 1783.
- Marcos José de Sobremonte y Larrazábal, bautizado en Córdoba el 28 de agosto de 1785.
- Ramón María Agustín de Sobremonte y Larrazábal, bautizado en Córdoba el 9 de octubre de 1786.
- José María de Sobremonte y Larrazábal, bautizado en Córdoba el 4 de enero de 1790.
- Manuel de Sobremonte y Larrazábal, bautizado en Córdoba el 11 de agosto de 1792. Murió en 1810.
- María de las Mercedes de Sobremonte y Larrazábal, bautizada en Córdoba el 31 de diciembre de 1793. Se casó con Francisco López Omaña.
- Josefa Juana Nepomucena María del Carmen de Sobremonte y Larrazábal, bautizada en Córdoba el 24 de abril de 1795. Se casó con Juan Manuel Josef Marín de la Quintana, nacido en 1772.
- Juana María Nepomucena de Sobremonte y Larrazábal, bautizada en Córdoba el 19 de agosto de 1796.
- José María Ramón Canuto de Sobremonte y Larrazábal, bautizado en Buenos Aires el 19 de enero de 1798.
- José María Agustín de Sobremonte y Larrazábal, bautizado en Buenos Aires el 20 de abril de 1799.
- Ramón José Agustín de Sobremonte y Larrazábal, bautizado en Montevideo el 4 de agosto de 1801.
- José Agustín María de Sobremonte y Larrazábal, bautizado en Buenos Aires el 19 de abril de 1803.

En sus últimos años, luego del fallecimiento de su primera esposa, contrajo matrimonio en 1820 con María Teresa Millán y Merlos, viuda de Baltasar Hidalgo de Cisneros, virrey de Buenos Aires, de quien no tuvo descendencia.
Por su hija Juana María Nepomucena, que contrajo matrimonio en Buenos Aires el 11 de noviembre de 1809 con el teniente general José Joaquín Primo de Rivera y Ortiz de Pinedo (1777-1853), que tuvo diversas actuaciones en la Guerra de la Independencia Española y luego en la de la independencia sudamericana, Rafael de Sobremonte fue bisabuelo del general español Miguel Primo de Rivera y Orbaneja, quien gobernó España a la cabeza de un directorio militar entre 1923 y 1930. 

## Cargos en el Virreinato del Río de la Plata
Rafael de Sobremonte cumplió con diversos cargos en el Virreinato del Río de la Plata:
- Secretario del Virreinato, con el grado de teniente coronel, en la época del virrey Vértiz (1779-1783).
- Gobernador intendente de la Intendencia de Córdoba del Tucumán (1783-1797).
- Subinspector general de las tropas veteranas y milicias (1797-1804).
- Presidente de la Real Audiencia de Buenos Aires (1804).
- Virrey, gobernador y capitán general del Virreinato del Río de la Plata (1804-1807).

## Secretario de virreyes
En 1779 fue designado secretario del virrey del Río de la Plata, Juan José de Vértiz y Salcedo, con el grado de teniente coronel. Continuó en el cargo con el sucesor de este, el marqués de Loreto.

## Gobernador intendente de Córdoba del Tucumán
El 22 de agosto de 1783, el rey Carlos III lo designó gobernador intendente de la recientemente creada Intendencia de Córdoba del Tucumán, cargo que asumió recién el 7 de noviembre de 1784. Ocupó el cargo durante trece años destacándose como un excelente administrador: mandó a limpiar y arreglar las calles de la ciudad de Córdoba, ordenó la construcción de la primera acequia que llevó agua corriente a esa ciudad, proveniente del río Primero, la construcción de las defensas contra las crecientes del río y el Paseo de la Alameda (hoy Paseo Sobremonte). En 1786 abrió la Escuela Gratuita y de Gobierno, y mandó a construir escuelas en la campaña. Creó la Cátedra de Derecho Civil en la Universidad de San Carlos; mejoró administrativamente la atención del vecindario, dividiendo la ciudad en seis barrios, embelleció las plazas y paseos entonces existentes en la ciudad como la entonces llamada Plaza Mayor de Córdoba, estableciendo fuentes y luminarias entre otros detalles. Encargó el primer alumbrado público y fundó un hospital de mujeres. Mejoró la situación de la justicia, muy descuidada por la distancia con Buenos Aires.
Durante su gestión mejoraron las condiciones de trabajo en las minerías, como la aurífera de La Carolina, y dio impulso a las mismas en distintas provincias de la actual Argentina.
Creó fortines y poblados para lograr combatir a los malones indígenas, como los de: Río Cuarto, La Carlota, San Fernando, Santa Catalina, San Bernardo, San Rafael (Mendoza), Villa del Rosario, etc.
Durante su gobierno debió hacer frente a un partido opositor, liderado por los hermanos Ambrosio y Gregorio Funes, que lo hostigaron casi permanentemente, prevalidos de la posición de Gregorio como deán de la Catedral de Córdoba.

## Subinspector general
En 1797 fue nombrado subinspector general del ejército del Virreinato. En ese cargo se esforzó en ponerlo en condiciones de resistir una invasión británica o desde Brasil, fortificando especialmente Montevideo y Colonia del Sacramento. Dirigió en Colonia una espectacular maniobra de todos los cuerpos militares disponibles, como entrenamiento para repeler una invasión inglesa a esa ciudad.
Preparó un reglamento de milicias regladas para el virreinato en base al Reglamento de Cuba. El rey Carlos IV aprobó ese reglamento el 14 de enero de 1801, denominado «Reglamento para las Milicias disciplinadas de Infantería y Caballería del Virreynato de Buenos Ayres, aprobado por S. M. y mandado observar inviolablemente».

## Virrey del Río de la Plata
En abril de 1804, al producirse el fallecimiento del virrey Joaquín del Pino y Rozas, fue nombrado en su reemplazo virrey del Río de la Plata.
En la misma época, Gran Bretaña y España entraban en guerra, con lo cual su sede de gobierno, Buenos Aires, quedaba expuesta a un ataque inglés en cualquier momento. Pidió auxilio a la corte española, pero el primer ministro Manuel Godoy le contestó que se defendiera como mejor pudiese.
Creyendo que el seguro ataque inglés se produciría en la principal ciudad de la Banda Oriental: Montevideo, fortificó especialmente esa ciudad -plaza amurallada fácil de defender por tropas españolas, pero también por posibles invasores que la ocuparan- y envió allí a las mejores tropas.
Los cuerpos militares del virreinato del Río de la Plata habían sufrido muchas bajas en los últimos tiempos, en particular, durante la sublevación indígena liderada por Túpac Amaru II. Sin embargo, toda la ayuda que recibió fueron unos cuantos cañones y la sugerencia de armar al pueblo para la defensa. Pero el virrey entendía que darle armas a los criollos -muchos de ellos influenciados por ideas revolucionarias- era una estrategia peligrosa para los intereses de la Corona.
Los oficiales con que contaba eran pocos e incapaces, y la flota de guerra a su disposición era más reducida que antes. Su ejército contaba con 2500 hombres, casi todos milicianos, que no sabían cargar un fusil.
Entre otras medidas, nombró al francés Santiago de Liniers  comandante del puerto de Ensenada de Barragán, distante a unos 70 km al sur de Buenos Aires, con la misión de proteger la costa. Este le envió varios avisos de que los ingleses estaban explorando el Río de la Plata.

## La primera Invasión Inglesa
El 22 de junio de 1806, a la tarde, el virrey Rafael de Sobremonte recibió un informe sobre la aparición de barcos ingleses en la Ensenada de Barragán. El día 24, mientras asistía con su familia a una función en el teatro: un oficial le comunicó que el enemigo había intentado desembarcar en dicha localidad pero que no se concretó. La comunicación de Liniers le señalaba que se trataba de «despreciables corsarios, sin el valor y resolución de atacar». A pesar de esto, Sobremonte se retiró antes de que terminara la función al Fuerte de Buenos Aires, donde redactó varias órdenes para organizar la defensa.
El día 25 al amanecer y con el río en bajante aparecieron frente a la ciudad, en línea, 9 buques enemigos, uno de ellos una fragata pesada de 32 cañones. Lo hicieron en balizas exteriores, a una distancia de tres kilómetros, es decir, fuera del alcance de la artillería de la costa. A las once de la mañana levaron anclas y aprovechando el viento norte se dirigieron a la Punta de Quilmes donde comenzaron a desembarcar.
Sobremonte envió rápidamente al brigadier Arze al punto del desembarco. Al frente de 400 milicianos de la campaña mal armados, 100 blandengues sin experiencia frente a tropas disciplinadas y con dos cañones de a 4 y un obús de a 12, llegó al atardecer cuando ya había 1000 ingleses en la playa. Al día siguiente los invasores atacaron y los hombres de Arce huyeron, con lo que el 26 de junio los ingleses iniciaron su marcha sobre la ciudad.
Se trataba de unos 1560 invasores, comandados por William Carr Beresford, y embarcados en los buques al mando de Home Riggs Popham, autor del proyecto de invasión. El ataque se había producido sobre la misma capital, porque Popham había sido informado por espías sobre un tesoro conformado por una gran suma de dinero proveniente del interior del país, guardado en Buenos Aires a la espera de poder ser trasladado a España.
Sobremonte dio una gran arenga, convocando a la población apta para el uso de armas a incorporarse a la milicia. Todo se hizo en el mayor de los desórdenes: no se entregaron todas las armas, y muchos voluntarios quedaron sin ninguna. Hubo fusiles que se entregaron sin piedras, sin balas o con balas del calibre equivocado; las espadas y sables estaban sin afilar. Sus propios oficiales lo acusaron de ese desorden, pero ellos no hicieron nada por remediarlo: el miedo y la excitación los dominaba.
El virrey ordenó quemar el puente llamado de Gálvez -situado donde actualmente se halla el puente Pueyrredón- sobre el río Matanza-Riachuelo, e intentó una defensa detrás del mismo. Contando con que los ingleses se verían obligados a cruzarlo aguas arriba, trasladó sus tropas hacia el oeste, para recibir el ataque en esa zona.
Pero los invasores se apoderaron de las embarcaciones de cabotaje del Río de la Plata y de los botes del Riachuelo, con los cuales cruzaron a la otra orilla. Allí la defensa fracasó en su primer y único intento. El virrey dio algunas órdenes incoherentes, que fueron peor interpretadas aún, y los defensores huyeron en desorden.

## Repliegue hacia Córdoba

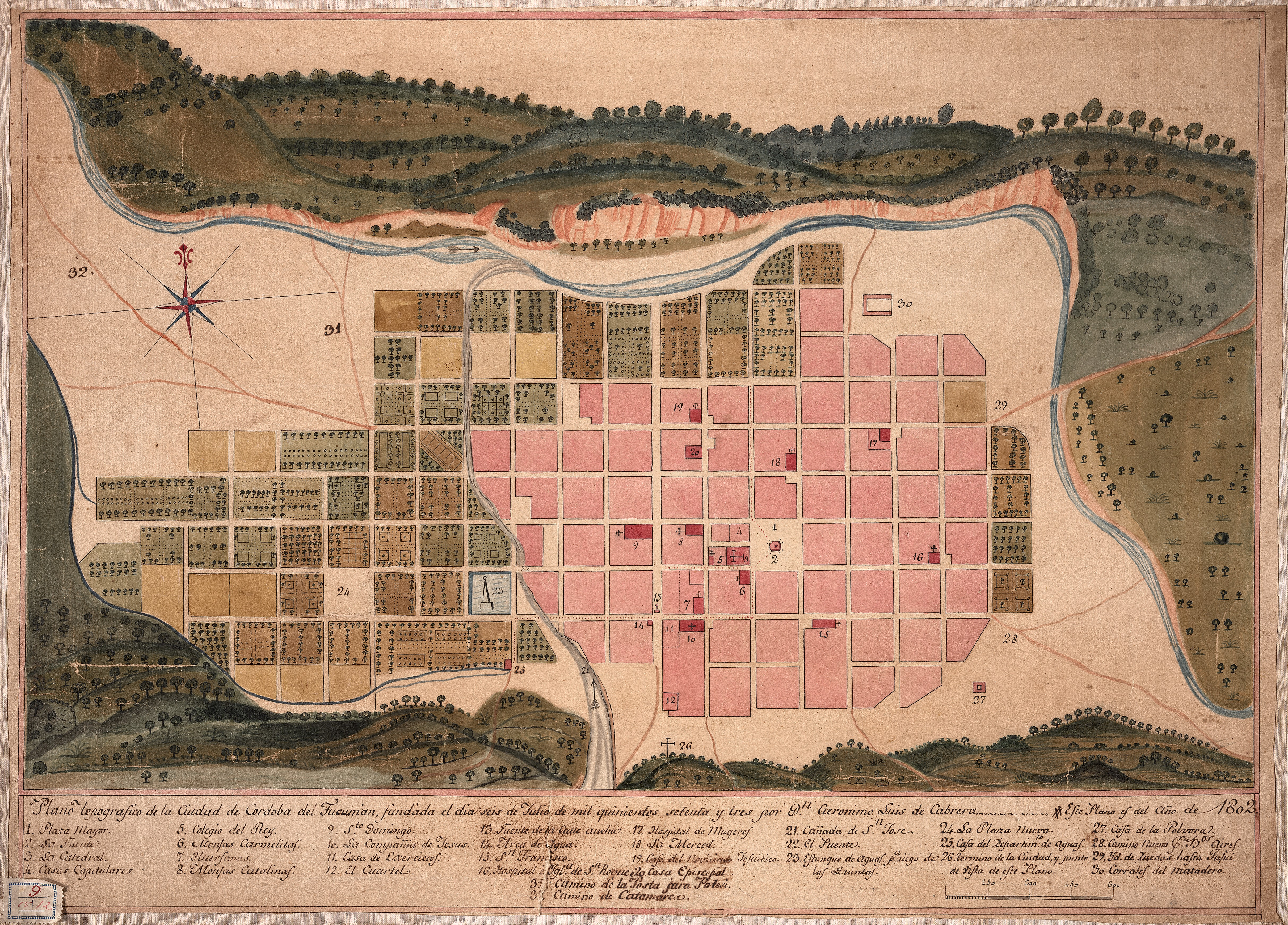
La ciudad en los últimos años del Virreinato del Río de la Plata.

El virrey Sobremonte se hallaba ya fuera de la ciudad, y decidió retirarse, trasladándose a Córdoba: desde la época del virrey Vértiz existía una disposición que ordenaba que, si Buenos Aires era atacada por una fuerza extranjera y no se podía conservar la capital, debía hacerse un repliegue hacia el interior y organizar la defensa en Córdoba. De esa manera se podía conservar el resto del virreinato y reconquistar la capital con probabilidades de éxito. Sobre todo, ni el virrey ni su familia debían caer en manos de los invasores, para no ser obligado a firmar órdenes de rendición. Eso fue lo que hizo Sobremonte.
Buenos Aires representaba poco en la economía virreinal en aquella época, y Sobremonte apuntó a consolidar la posición militar en Córdoba, reunir las fuerzas necesarias y procurar la reconquista sobre bases militarmente sólidas, antes de que pudiesen llegar refuerzos desde Inglaterra. Por otro lado, entendía que armar al pueblo para la defensa implicaba la entrega de poder a los criollos.
Al frente de 2000 hombres, el virrey se trasladó hacia Luján. Después de autorizar la entrega del tesoro detenido por el mal estado de los caminos en invierno, siguió camino a Córdoba. Las milicias porteñas lo abandonaron en su mayor parte, negándose a abandonar sus hogares. Por este repliegue sería denominado como el "Virrey tras el monte".
Una vez tomada oficialmente la ciudad de Buenos Aires por el jefe inglés, los comerciantes locales le ofrecieron los caudales públicos a cambio de la devolución de los barcos y lanchas que había tomado y de los capitales privados que se había llevado Sobremonte. Escribieron al virrey, pidiéndole la entrega del tesoro que se había llevado, y guiaron a los ingleses hasta el cabildo de Luján. Allí los invasores se apoderaron del tesoro, enviándolo inmediatamente a Londres, donde fue paseado en triunfo camino a las bóvedas de un banco (sin saber que ya hacía un mes que los porteños habían recuperado la ciudad).

## La reconquista y la deposición de Sobremonte
El 14 de julio, Sobremonte declaró a la ciudad de Córdoba capital provisoria del Virreinato del Río de la Plata, y ordenó desobedecer todas las órdenes provenientes de Buenos Aires mientras durara la ocupación. Reunió de inmediato a todas las tropas disponibles de esa provincia —que incluía a Cuyo— y las de Salta —conformada entonces por Tucumán y Santiago del Estero—  especialmente el batallón de Arribeños, al mando del cordobés Juan Bautista Bustos. A las pocas semanas ya avanzaba al frente de un ejército de 3.000 hombres de regreso hacia Buenos Aires.
Mientras tanto, Liniers había llevado de Montevideo las tropas enviadas allí el año anterior por el virrey, y las reunió con los voluntarios de Buenos Aires que entrenaban Juan Martín de Pueyrredón y Martín de Álzaga. Ese ejército se lanzó a reconquistar la ciudad sin esperar al virrey, lográndolo el 12 de agosto.
Inmediatamente después de la Reconquista, Álzaga reunió un cabildo abierto, en el cual, bajo presión de la muchedumbre enardecida, se decidió que Sobremonte no debía reasumir el mando en la capital: Liniers fue nombrado comandante de la plaza, y el mando político urgente fue ejercido por el regente de la Real Audiencia. La medida era revolucionaria, ya que impedía ejercer su mando a un representante de un rey absoluto.
Sobremonte se retiró a Montevideo con parte de sus tropas, a tratar de impedir la segunda invasión, sobre la que no cabían dudas que ocurriría: la flota inglesa de Popham nunca se había retirado del Río de la Plata. Pero la población de Montevideo, influida por la actitud de la de Buenos Aires, rechazó su mando.
Cuando se produjo el esperado ataque inglés, envió las tropas de que disponía a rechazarlos, pero sus tropas desertaron. En medio de un conflicto con el gobernador Pascual Ruiz Huidobro, el virrey abandonó la ciudad y se dedicó a reunir tropas para intentar defenderla. Pero, en su ausencia, los invasores tomaron Montevideo. En respuesta, un cabildo abierto reunido en Buenos Aires, organizado y dirigido por el alcalde Álzaga, lo declaró depuesto; fue arrestado y conducido a San Fernando. En un régimen absolutista, era una verdadera revolución.
Fue reemplazado por Liniers. La ciudad se salvó gracias a la decisión de los porteños, que se defendieron valientemente bajo la dirección de Álzaga. La victoria justificó a posteriori la deposición que se había hecho del virrey, y la historia condenó la actuación de Sobremonte.

## Regreso a España
Permaneció en Buenos Aires hasta 1809, año en el que regresó a España. Allí fue sometido a un consejo de guerra en Cádiz, en el que el mismo Liniers atestiguó en su favor. El juicio fue suspendido al estallar la guerra de independencia española pero volvió a sustanciarse más tarde. En 1813 lo absolvió el tribunal presidido por el capitán general de la provincia, Cayetano Valdés.
Recibió el pago de sus sueldos atrasados, fue ascendido a mariscal de campo y nombrado consejero de Indias. Más tarde cubrió puestos burocráticos en varios destinos del sur de la Península.
En España, y luego del fallecimiento de su primera esposa, se desposó en segundas nupcias, a los 75 años, con María Teresa Millán y Marlos, viuda de un sobrino de Baltasar Hidalgo de Cisneros, el último virrey del Río de la Plata. A este matrimonio tardío se opusieron sus familiares debido, entre otras cosas, a que se trataba de una mujer pobre y de unos cuarenta años de edad.
Sobremonte murió en enero de 1827, en Cádiz, empobrecido y sin haber podido recuperar el prestigio perdido.

## Juicio histórico sobre la huida de Sobremonte
¿Ves aquel bulto lejano que se pierde atrás del monte?
Es la carroza del miedo
con el virrey Sobremonte.
Cuarteta producto del ingenio popular porteño que comenzó a circular luego de la Reconquista

Al primer cañonazo de los valientes,

disparó Sobremonte con sus parientes.
Versos de la época

Sobremonte sería recordado por los porteños como un funcionario inepto y cobarde. Sin embargo hay historiadores que lo han reivindicado: el virrey estaba al tanto de la existencia de grupos independentistas en Buenos Aires, también era consciente de la vulnerabilidad del Río de la Plata, ya que en numerosas ocasiones había solicitado refuerzos a España. La defensa de la capital no fue feliz, pero (según esos historiadores) no huyó por cobardía, sino por salvar el virreinato aunque cayera la capital. Debe tenerse en cuenta además, que los virreyes tenían terminantes órdenes de no dejarse tomar prisioneros bajo ninguna circunstancia. La acusación más fuerte fue la de haber querido robarse el tesoro real,  en lugar de intentar salvarlo del enemigo, que había atacado la ciudad justamente para capturar ese tesoro.
En cierto sentido, Sobremonte tuvo mala suerte, mientras que sus detractores fueron muy afortunados, empezando por Liniers y siguiendo por los que después liderarían la Revolución de Mayo. La historia lo ha condenado por su fracaso militar y por haber preferido apoyarse en el interior antes que en Buenos Aires, confundiendo la historia Argentina con la de su capital. Así, mientras en la provincia de Córdoba se lo recuerda dándole su nombre a calles, paseos y hasta a un departamento de dicha provincia, no existe en Buenos Aires lugar alguno que lo homenajee.
Algunos historiadores como Enrique de Gandía o Rafael Garzón consideran que el descrédito sufrido por Sobremonte podría haber respondido a conspiraciones de logias masónicas de inspiración británica que buscaban propiciar la independencia. Como paso previo a una posible revolución, se habría procurado generar el mayor descrédito sobre el virrey: su retirada a Córdoba debía presentarse a la población como una fuga, y la formación de un ejército en Córdoba de 2950 hombres debía olvidarse, así como también el papel de españoles como Álzaga en la organización antibritánica. Eso facilitaría impedir que el virrey retomara el cargo, y poder reemplazarlo con un dirigente no peninsular y, en lo posible, de apego popular. El beneficiario de dicho plan habría sido entonces Santiago de Liniers. El fracaso de dicho plan habría radicado en el hecho de que Liniers jamás se proclamó revolucionario ni independentista, manteniéndose fiel a la monarquía española hasta el final; y a la posterior alianza británica con España durante las guerras napoleónicas.